# I Have a Dream

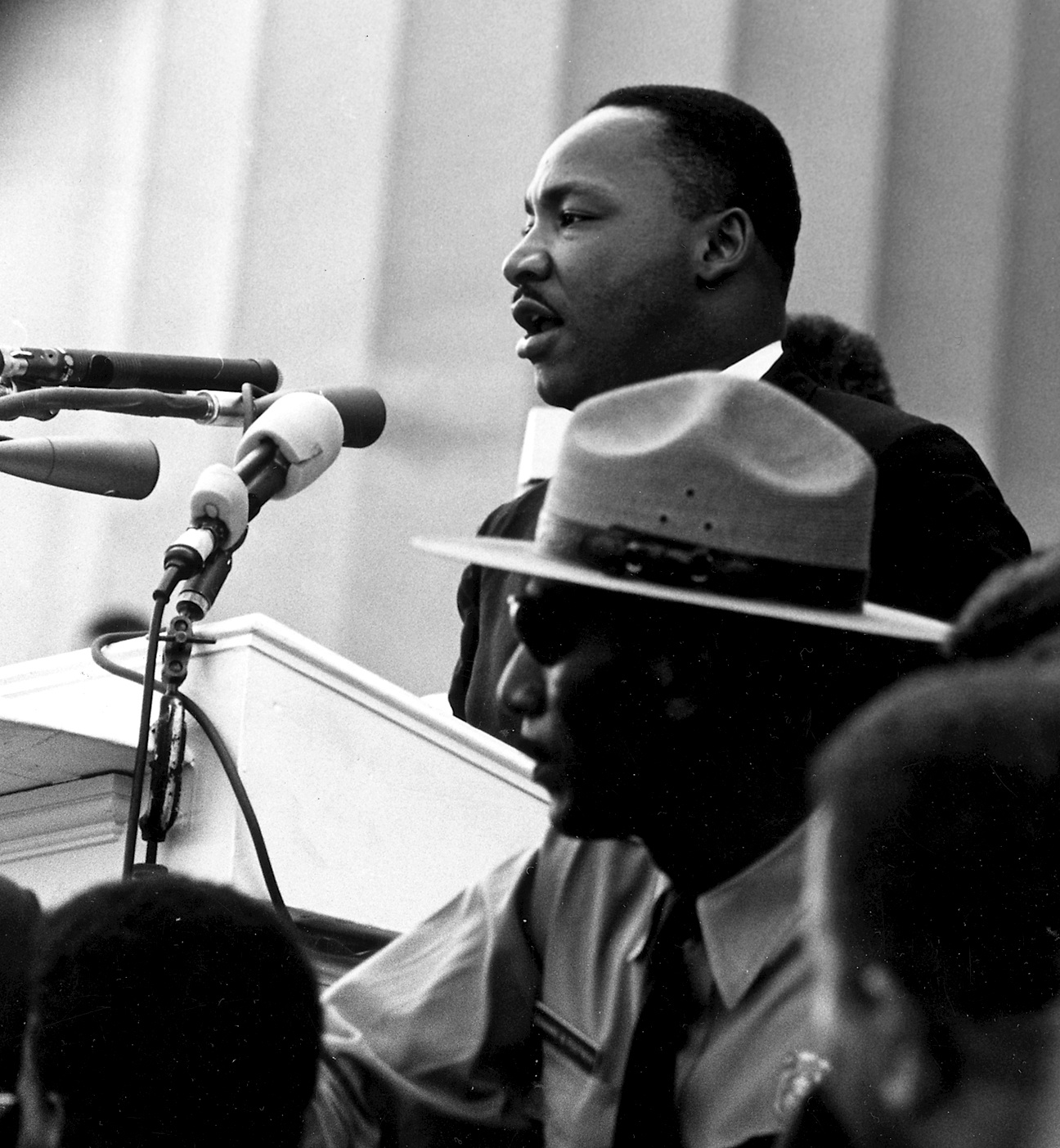
1963년, 워싱턴 DC에서 열린 직업과 자유를 위한 워싱턴 행진에서 연설중인 마틴 루서 킹 주니어

"I Have a Dream"(아이 해브 어 드림, 나에게는 꿈이 있습니다)은 마틴 루서 킹 주니어가 1963년 8월 28일, 미국 워싱턴 DC에서 열린 직업과 자유를 위한 워싱턴 행진에서 행했던 연설에 붙은 별칭이다. 이 연설은 흑인과 백인의 평등과 공존에 대한 요구였다. 킹의 연설은 링컨 기념관 앞에 설치된 연단에서 이루어졌다.
이 연설은 에이브러햄 링컨의 "게티스버그 연설", 존 F. 케네디의 "나는 베를린 시민입니다"와 함께 미국사에서 가장 중요한 위치를 차지하고 있는 연설로 손꼽힌다.

## 양식
이 연설은 웅변술의 정수로서 널리 추앙받는데, 주로 대중들을 선동하는 미국 침례교의 설교 양식과 닮아있다. 연설의 호소 방식은 구약성서, 미합중국 독립선언서, 미합중국 헌법등 상징적이면서도 널리 알려진 소재 즉, 청중들이 이해할 수 있는 소재를 이용한다는 점에서 특징을 찾을 수 있다. 킹 목사는 인유라는 수사학적 기법으로서 중요한 구문들을 인용했다.
연설 도입부에서 킹은 링컨의 게티스버그 연설을 인유한 "5 score years ago"(100년 전)를 사용했으며 두 번째 문단에서는 시편 30장 5절(야훼의 진노는 잠시 뿐이고 그 어지심은 영원하시니, 저녁에 눈물 흘려도 아침이면 기쁘리라.)을 인유하였다. 또한 노예 해방 선언문에서 "It came as a joyous daybreak to end the long night of captivity."(이는 오랜 속박의 밤을 끝내는 행복의 새벽으로 다가왔습니다)를, 이사야 40장 4절(모든 골짜기를 메우고, 산과 언덕을 깎아내려라. 절벽은 평지를 만들고, 비탈진 산골길은 넓혀라.)에서 "I have a dream that every valley shall be exalted..."(내겐 오랜 고난이 기쁨이 될 것이라는 꿈이 있습니다)를 인유하기도 했다.
또한 "I have a dream"(나에게는 꿈이 있습니다), "Now is the time..."(이제 그 때입니다)이란 말의 대구(對句)를 통하여 강조의 어조를 남기기도 하였다.

## 주요 인용
- "우리가 이 수도에 온 이유는 어떤 면에선 우리가 지급 받지 못한 수표를 바꾸기 위함이라 할 수 있습니다. 미국의 건국 당시 사회 인사들은 독립선언서라는 위대한 문서에 서명할 때 모든 미국인에게 돌아갈 혜택에 대한 약속에 서명했습니다. 이 약속의 수표는 모든 사람에게, 백인 뿐만 아니라 흑인에게도, 양도 불가능한 권리인 행복 추구권과 자유권을 보장하겠다는 것이었습니다. 그런데 오늘날의 미국은 우리가 받은 약속 어음에 대해, 적어도 색깔이 문제되는 사람에게는 채무 불이행인 상태로 남아있다는 것은 명백한 사실입니다. 이러한 신성한 어음을 인수하지 않는 대신 미국은 흑인에게 '잔고 부족'이라고 찍혀 있는 부도 수표를 돌려주었습니다."
- "나에게는 꿈이 있습니다; 언젠가 이 나라가 깨어나서, '우리는 모든 사람이 공평하게 창조되었다는 자명한 이념을 신봉한다'는 미국의 신조안에 깃든 참 뜻 속에서 살아가는 것이 그 꿈입니다."
- "나에게는 꿈이 있습니다; 네 명의 내 자식들이, 피부 색이 아닌 그들의 품성에 의해 평가받는 나라에서 살게 되는 것입니다."
- "자유의 종이 울리게 합시다. 이 자유의 종 소리가 모든 마을, 모든 촌락, 모든 주, 모든 도시에서 울리게 된다면, 우리는 주님의 자녀로서 흑인이건 백인이건, 유대인이건 아니건, 개신교이건 가톨릭이건 간에 모두가, 손에 손을 잡고 옛 흑인 영가를 함께 부르는 날을 향해 나아 갈 수 있을 것입니다. 나 자유 얻었네! 너 자유 얻었네! 전능하신 은혜로 우리 자유 얻었네!"

## 유산
이 연설이 있었던 워싱턴 대행진 이후, 존 F. 케네디 행정부에는 시민권 개정 입법안을 의회에 제출하라는 압력이 더욱 강해졌다. 케네디가 암살 당한 다음 해, 그를 계승한 린든 존슨 대통령 때 1964년 시민권 개정안이 통과되었으며, 1965년에는 투표권 개정안이 통과되었다.

## 원문
I am happy to join with you today in what will go down in history as the greatest demonstration for freedom in the history of our nation.
Five score years ago, a great American, in whose symbolic shadow we stand today, signed the Emancipation Proclamation. This momentous decree came as a great beacon light of hope to millions of Negro slaves who had been seared in the flames of withering injustice. It came as a joyous daybreak to end the long night of their captivity.
But one hundred years later, the Negro still is not free. One hundred years later, the life of the Negro is still sadly crippled by the manacles of segregation and the chains of discrimination. One hundred years later, the Negro lives on a lonely island of poverty in the midst of a vast ocean of material prosperity. One hundred years later, the Negro is still languishing in the corners of American society and finds himself an exile in his own land. So we have come here today to dramatize a shameful condition.
In a sense we have come to our nation's capital to cash a check. When the architects of our republic wrote the magnificent words of the Constitution and the Declaration of Independence, they were signing a promissory note to which every American was to fall heir. This note was a promise that all men, -yes, black men as well as white men,- would be guaranteed the unalienable rights of life, liberty, and the pursuit of happiness.
It is obvious today that America has defaulted on this promissory note insofar as her citizens of color are concerned. Instead of honoring this sacred obligation, America has given the Negro people a bad check, a check which has come back marked "insufficient funds." But we refuse to believe that the bank of justice is bankrupt. We refuse to believe that there are insufficient funds in the great vaults of opportunity of this nation. So we have come to cash this check — a check that will give us upon demand the riches of freedom and the security of justice.
We have also come to this hallowed spot to remind America of the fierce urgency of now. This is no time to engage in the luxury of cooling off or to take the tranquilizing drug of gradualism. Now is the time to make real the promises of democracy. Now is the time to rise from the dark and desolate valley of segregation to the sunlit path of racial justice. Now is the time to lift our nation from the quick sands of racial injustice to the solid rock of brotherhood. Now is the time to make justice a reality for all of God's children.
It would be fatal for the nation to overlook the urgency of the moment. This sweltering summer of the Negro's legitimate discontent will not pass until there is an invigorating autumn of freedom and equality. Nineteen sixty-three is not an end, but a beginning. Those who hope that the Negro needed to blow off steam and will now be content will have a rude awakening if the nation returns to business as usual. There will be neither rest nor tranquility in America until the Negro is granted his citizenship rights. The whirlwinds of revolt will continue to shake the foundations of our nation until the bright day of justice emerges.
But there is something that I must say to my people who stand on the warm threshold which leads into the palace of justice. In the process of gaining our rightful place we must not be guilty of wrongful deeds. Let us not seek to satisfy our thirst for freedom by drinking from the cup of bitterness and hatred.
We must forever conduct our struggle on the high plane of dignity and discipline. We must not allow our creative protest to degenerate into physical violence. Again and again we must rise to the majestic heights of meeting physical force with soul force. The marvelous new militancy which has engulfed the Negro community must not lead us to a distrust of all white people, for many of our white brothers, as evidenced by their presence here today, have come to realize that their destiny is tied up with our destiny. They have come to realize that their freedom is inextricably bound to our freedom. We cannot walk alone.
As we walk, we must make the pledge that we shall always march ahead. We cannot turn back. There are those who are asking the devotees of civil rights, "When will you be satisfied?" We can never be satisfied as long as the Negro is the victim of the unspeakable horrors of police brutality. We can never be satisfied, as long as our bodies, heavy with the fatigue of travel, cannot gain lodging in the motels of the highways and the hotels of the cities. We cannot be satisfied as long as the Negro's basic mobility is from a smaller ghetto to a larger one. We can never be satisfied as long as our children are stripped of their selfhood and robbed of their dignity by signs stating "For Whites Only". We cannot be satisfied as long as a Negro in Mississippi cannot vote and a Negro in New York believes he has nothing for which to vote. No, no, we are not satisfied, and we will not be satisfied until justice rolls down like waters and righteousness like a mighty stream.
I am not unmindful that some of you have come here out of great trials and tribulations. Some of you have come fresh from narrow jail cells. Some of you have come from areas where your quest for freedom left you battered by the storms of persecution and staggered by the winds of police brutality. You have been the veterans of creative suffering. Continue to work with the faith that unearned suffering is redemptive.
Go back to Mississippi, go back to Alabama, go back to South Carolina, go back to Georgia, go back to Louisiana, go back to the slums and ghettos of our northern cities, knowing that somehow this situation can and will be changed. Let us not wallow in the valley of despair.
I say to you today, my friends, so even though we face the difficulties of today and tomorrow, I still have a dream. It is a dream deeply rooted in the American dream.
I have a dream that one day this nation will rise up and live out the true meaning of its creed: "We hold these truths to be self-evident: that all men are created equal."
I have a dream that one day on the red hills of Georgia the sons of former slaves and the sons of former slave owners will be able to sit down together at the table of brotherhood.
I have a dream that one day even the state of Mississippi, a state sweltering with the heat of injustice, sweltering with the heat of oppression, will be transformed into an oasis of freedom and justice.
I have a dream that my four little children will one day live in a nation where they will not be judged by the color of their skin, but by the content of their character.
I have a dream today.
I have a dream that one day, down in Alabama, with its vicious racists, with its governor having his lips dripping with the words of interposition and nullification; one day right there in Alabama, little black boys and black girls will be able to join hands with little white boys and white girls as sisters and brothers.
I have a dream today.
I have a dream that one day every valley shall be exalted, every hill and mountain shall be made low, the rough places will be made plain, and the crooked places will be made straight, and the glory of the Lord shall be revealed, and all flesh shall see it together.
This is our hope. This is the faith that I go back to the South with. With this faith we will be able to hew out of the mountain of despair a stone of hope. With this faith we will be able to transform the jangling discords of our nation into a beautiful symphony of brotherhood. With this faith we will be able to work together, to pray together, to struggle together, to go to jail together, to stand up for freedom together, knowing that we will be free one day.
This will be the day when all of God's children will be able to sing with a new meaning, "My country, 'tis of thee, sweet land of liberty, of thee I sing. Land where my fathers died, land of the pilgrim's pride, from every mountainside, let freedom ring."
And if America is to be a great nation this must become true.
So let freedom ring from the prodigious hilltops of New Hampshire.
Let freedom ring from the mighty mountains of New York. Let freedom ring from the heightening Alleghenies of Pennsylvania!
Let freedom ring from the snowcapped Rockies of Colorado!
Let freedom ring from the curvaceous slopes of California!
But not only that; let freedom ring from Stone Mountain of Georgia!
Let freedom ring from Lookout Mountain of Tennessee!
Let freedom ring from every hill and molehill of Mississippi.
From every mountainside, let freedom ring.
And when this happens, when we allow freedom to ring, when we let it ring from every village and every hamlet, from every state and every city, we will be able to speed up that day when all of God's children, black men and white men, Jews and Gentiles, Protestants and Catholics, will be able to join hands and sing in the words of the old Negro spiritual,
"Free at last! Free at last! Thank God Almighty, we are free at last!"
우리 역사에서 자유를 위한 가장 훌륭한 시위가 있던 날로 기록될 오늘 이 자리에 여러분과 함께하게 된 것을 기쁘게 생각합니다.
백 년 전, 한 위대한 미국인이 노예해방령에 서명을 했습니다. 지금 우리가 서있는 이곳이 바로 그 상징적인 자리입니다. 그 중대한 선언은 불의의 불길에 시들어가고 있던 수백만 흑인 노예들에게 희망의 횃불로 다가왔습니다. 그 선언은 오랜 노예 생활에 종지부를 찍는 즐겁고 새로운 날들의 시작으로 다가왔습니다.
그러나 그로부터 백 년이 지난 오늘, 우리는 흑인들이 여전히 자유롭지 못하다는 비극적인 사실을 직시해야 합니다. 백 년 후에도 흑인들은 여전히 인종 차별이라는 속박과 굴레 속에서 비참하고 불우하게 살아가고 있습니다. 백 년 후에도 흑인들은, 이 거대한 물질적 풍요의 바다 한가운데 있는 빈곤의 섬에서 외롭게 살아가고 있습니다. 백 년 후에도 흑인들은 여전히 미국 사회의 한 귀퉁이에서 고달프게 살아가고 있습니다. 그들은 자기 땅에서 유배당한 것입니다. 그래서 우리는 오늘, 이 끔찍한 현실을 알리기 위해 이 자리에 나온 것입니다.
어떤 의미에서 우리는 국가로부터 받은 수표를 현금으로 바꿔야 할 시기에 온 것입니다. 미국의 건설자들이 헌법과 독립선언문에 훌륭한 표현들을 써넣을 때, 그들은 모든 미국인들을 상속자로 둔 약속어음에 사인을 했습니다. 그 어음은 모든 인간에게 - 그렇습니다 흑인과 백인 모두 말입니다 - 삶과 자유, 행복 추구권이란 양도할 수 없는 권리를 보장한다고 약속되었습니다.
그러나 오늘날 미국이, 시민들의 피부색에 관한 한, 이 약속어음이 보장하는 바를 제대로 이행하지 않고 있다는 것은 분명한 사실입니다. 이 신성한 의무를 존중하지 않고, 미국은 흑인들에게 부도수표를 주었습니다. 이 수표는 "자금이 부족함"이란 도장이 찍혀 돌아왔습니다. 그러나 우리는 정의의 은행이 파산했다는 말을 거부합니다. 우리는 이 나라에 기회의 금고에 자금이 충분치 않다는 사실을 거부합니다. 그래서 우리는 이제 이 수표를 현금으로 바꿔야 할 때에 다다랐습니다. 이 수표는 우리가 요구하는 바에 따라 충분한 자유와 정의에 의한 보호를 우리에게 줄 것입니다.
또한 우리는 바로 지금 이 순간의 긴박성을 미국인들에게 일깨우기 위해 이 자리에 모였습니다. 우선 냉정을 되찾으라는 사치를 누릴 여유도, 점진주의라는 이름의 진정제를 먹을 시간도 없습니다. 지금 이 순간이 바로 민주주의의 약속을 실현할 때입니다. 지금이 바로 어둡고 외진 차별의 계곡에서 벗어나 햇살 환히 비치는 인종간의 정의의 길에 들어설 때입니다. 지금이 바로 하나님의 모든 자손들에게 기회의 문을 열어줄 때입니다. 지금이 바로 인종간의 불의라는 유사(流沙,quicksands) 위에서 우리의 나라를 건져 단단한 반석 위로 올라서야 할 때입니다. 지금 이 순간이 정의를 모든 하나님의 자녀들에게 실현시킬 때입니다.
지금 이 순간의 긴박성을 간과한다면, 그것은 이 나라에 치명적인 일이 될 것입니다. 흑인들의 정당한 불만이 표출되는 이 땡볕 속의 여름은 자유와 평등의 상쾌한 바람이 부는 가을이 찾아올 때까지 계속될 것입니다. 1963년은 끝이 아니라 시작입니다. 만일 이 나라가 다시 예전 상태로 돌아간다면, 흑인들이 좀 진정을 하고 자족해야 할 필요가 있다고 생각하는 사람들은 거친 방식으로 미몽에서 깨게 될 것입니다. 흑인들이 시민으로서의 권리를 부여받기 전에는 미국에 휴식도 평온도 없을 것입니다. 정의가 실현되는 밝은 날들이 오기 전까지는 이 나라의 기반을 뒤흔드는 폭동의 소용돌이가 계속될 것입니다.
하지만 정의의 궁전으로 이르는 출발점(warm threshold)에 선 여러분들에게 꼭 드리고 싶은 이야기가 하나 있습니다. 우리가 정당한 위치를 찾을 때까지는 나쁜 행동을 해서 죄인이 되어서는 안되겠다는 점입니다. 자유를 향한 갈증을 비탄과 증오로 가득 찬 잔을 들이키는 것으로 달래려 하지 맙시다.
긍지와 원칙이 있는 높은 곳을 향한 투쟁을 영원히 계속해야 합니다. 우리는 우리의 창의적인 항거가 폭력으로 변질되게 해서는 안 됩니다. 다시, 또 다시, 우리의 힘이 영혼의 힘과 맞닿을 수 있는 저 높은 곳까지 올라가야 합니다. 우리 흑인 사회를 휩쓸고 있는 저 새롭고도 훌륭한 투쟁 정신이 백인들 에 대한 불신으로 이어지지 않게 해야 합니다. 오늘 이 자리에 서 있는 백인들이 증명하듯이, 우리의 많은 백인 동지들은 그들의 운명이 우리의 운명과 이어져 있으며, 그들의 자유가 우리의 자유와 뗄레야 뗄 수 없는 관계임을 깨닫고 있습니다. 우리는 홀로 걸어갈 수는 없습니다.
걸어나가면서, 이제 우리는 언제나 더욱 전진해야 한다는 맹세를 해야 합니다. 되돌아갈 수는 없습니다. 인권을 찾고자 하는 사람들에게 "언제야 만족하겠는가?"고 묻는 사람들이 있습니다. 흑인들이 경찰의 무지막지한 폭력의 공포에 희생되고 있는 한, 우리에게 만족이란 없습니다. 우리(흑인)들이 여행하다가 피곤에 지쳤을 때, 고속도로 근처의 여관(모텔)이나 시내의 호텔에 잠자리를 얻을 수 없는 한 우리는 만족할 수 없습니다. 흑인이 이주한다는 것이 고작 작은 흑인 게토에서 더 큰 게토로 가는 것이 전부일 때, 우리는 만족할 수 없을 것입니다. 우리의 자녀가 '백인 전용'이라는 표지판 앞에서 자존심을 짓밟히고 존엄성을 박탈당하는 한 우리는 절대로 만족할 수 없습니다. 미시시피의 흑인들이 투표권을 행사하지 못하고, 뉴욕의 흑인들이 마땅히 투표를 할 이유를 찾지 못하는 한, 우리는 만족할 수 없습니다. 아니, 안 됩니다. 우리는 만족하지 않습니다. 정의가 강물처럼 흐르고(아모스 5:24), 의로움이 힘차고 도도한 물결이 될 때까지 우리는 결코 만족할 수 없습니다.
저는 여러분들 중 어떤 사람이 재판이나 간난(艱難)을 겪다가 여기 오게 되었다는 것에 무신경하지 않습니다. 여러분 중 일부는 좁은 옥중을 나와 신선한 공기를 마신지 얼마 안 되는 사람들도 있습니다. 여러분 중 일부는 자유를 추구하다가 박해라는 폭풍에 남겨져 시달리고, 경찰의 야만스런 폭력이란 강풍에 고통받는 땅에서 오기도 했습니다. 여러분들은 모두 그 새로운(창의적인) 방식으로 다가오는 갖가지 고통을 겪는 데는 베테랑들입니다. 그런 고난들이 곧 속죄를 하는 것이라는 신념으로 계속 일하십시오.
미시시피로 돌아가십시오. 앨라배마로, 사우스캐롤라이나로, 조지아로, 루이지애나로, 북부 도시의 빈민가로, 흑인 거주지(게토)로 돌아가십시오. 상황이 어떻게든 더 나아질 수 있으며, 나아지고 만다는 것을 명심하십시오. 더 이상 우리를 절망의 계곡에서 뒹굴게 두지 맙시다.
여러분에게 말씀드릴 것이 있습니다. 나의 벗들이여, - 어제와 오늘 우리가 고난과 마주할 지라도, 나는 꿈이 있습니다. 그 꿈은 아메리칸 드림에 깊이 뿌리 내린 꿈입니다.
나에게는 꿈이 있습니다. 언젠가 이 나라가 모든 인간은 평등하게 태어났다는 것을 자명한 진실로 받아들이고, 그 진정한 의미를 신조로 살아가게 되는 날이 솟아오리라는 꿈입니다.
나에게는 꿈이 있습니다. 언젠가는 조지아의 붉은 언덕 위에 옛 노예의 후손들과 옛주인의 후손들이 형제애의 식탁에 함께 둘러앉는 날이 오리라는 꿈입니다.
나에게는 꿈이 있습니다. 언젠가는 불의의 열기에, 억압의 열기에 신음하는 저 미시시피주 마저도, 자유와 평등의 오아시스로 변할 것이라는 꿈입니다.
나에게는 꿈이 있습니다. 나의 네 아이들이 피부색이 아니라 인격에 따라 평가받는 그런 나라에 살게 되는 날이 오리라는 꿈입니다.
지금 나에게는 꿈이 있습니다!
언젠가는 저 아래 앨라배마 주가, 사악한 인종주의자들이, 주지사[6]가 늘상 주의 결정이 연방정부에 우선한다(interposition)느니, 연방법의 실시에 대한 거부권(nullification)이 있다느니 하는 말만 반복하는 바로 그 앨라배마 주가 언젠가 변하여, 흑인 소년 소녀들이 어린 백인 소년 소녀들과 손을 잡고 형제자매로서 함께 걸어갈 수 있게 되는 꿈입니다.
어느 날 모든 계곡이 높이 솟아오르고, 모든 언덕과 산은 낮아지며, 거친 곳은 평평해지고, 굽은 곳은 곧게 펴지고, 하나님의 영광이 나타나 모든 사람들이 함께 그 광경을 지켜보는 꿈입니다. (이사야 40:4~5)
이것이 우리의 희망입니다. 이것이 제가 남부로 돌아갈 때 가지고 가는 신념입니다. 이런 신념을 가지고 있으면 우리는 절망의 산을 개척하여 희망의 돌을 찾아낼 수 있을 것입니다. 이런 희망을 가지고 있으면 우리는 이 나라의 이 소란스러운 불협화음을 형제애로 가득 찬 심포니(교향곡)로 변화 시킬 수 있을 것입니다. 이런 신념이 있기에, 우리는 함께 일하고, 함께 기도하며, 함께 투쟁하고, 함께 감옥에 가며, 함께 자유를 위해 싸울 수 있으며 우리가 언젠가 자유로워진다는 것을 알 수 있습니다.
그 날은 하나님의 모든 자식들이 새로운 의미로 노래부를 수 있는 날이 될 것입니다. 『나의 조국, 그분의 땅, 달콤한 자유의 땅, 나 그분께 노래부르리. 나의 부모가 살다 죽은 땅, 필그림 개척자들의 자부심이 있는 땅, 모든 산골짜기로부터, 자유가 울려퍼지게 하라.』
그리고 미국이 위대한 국가가 되기 위해서, 이것은 반드시 실현되어야 합니다.
그래서 자유가 뉴햄프셔의 거대한 언덕에서 울려 퍼지게 합시다.
자유가 뉴욕의 큰 산에서 울려 퍼지게 합시다.
자유가 펜실베이니아의 앨러게니산맥에서 울려 퍼지게 합시다!
콜로라도의 눈 덮인 로키산맥에서도 자유가 울려 퍼지게 합시다!
캘리포니아의 굽이진 산에서도 자유가 울려 퍼지게 합시다!
뿐만 아니라, 조지아의 스톤 산에서도 자유가 울려 퍼지게 합시다!
테네시의 룩아웃산에서도 자유가 울려 퍼지게 합시다!
미시시피의 모든 언덕에서도 자유가 울려 퍼지게 합시다!
모든 산으로부터 자유가 울려 퍼지게 합시다.
그 자유가 울려 퍼지게 할 때, 모든 마을, 모든 부락으로부터, 모든 주와 도시로부터 자유가 울려 퍼지게 할 때, 우리는 더 빨리 그 날을 향해 갈 수 있을 것입니다. 하나님의 모든 자녀들, 흑인이건 백인이건, 유태인이건 비유태인이건, 개신교도이건 가톨릭교도이건, 손을 잡고, 옛 흑인 영가를 함께 부르는 그 날 말입니다.
『드디어 자유가, 드디어 자유가! 전능하신 주님 감사합니다, 우리가 마침내 자유로워졌나이다!』